# Optioservus immunis
Optioservus immunis är en skalbaggsart som först beskrevs av Henry Clinton Fall.  Optioservus immunis ingår i släktet Optioservus och familjen bäckbaggar. Inga underarter finns listade i Catalogue of Life.